# كلاوس كوسته
كلاوس كوسته (27 فبراير 1943 - 14 ديسمبر 2012) لاعب جمباز ألماني حصل على الميدالية الذهبية في القفز في دورة الألعاب الأولمبية الصيفية 1972 في ميونيخ. تنافس مع ألمانيا الشرقية وفاز بالميداليات البرونزية في حدث الفريق الشامل في ثلاث دورات أولمبية، في أعوام 1964 و1968 و1972. وكان قويًا بشكل خاص في الشريط الأفقي، وفاز بالبطولات الأوروبية عامي 1971 و1973 والميدالية البرونزية في عام 1970. بطولة العالم في هذا الحدث.